# ميركيا ريدنيك
ميركيا ريدنيك (بالرومانية: Mircea Rednic)‏، من مواليد 9 ابريل 1962، لاعب كرة قدم روماني سابق، ومدرب كرة قدم روماني.
لعب مع منتخب رومانيا لكرة القدم.
درب نادي الفيصلي السعودي في 2018.

## وصلات خارجية
- ميركيا ريدنيك على موقع الاتحاد الدولي (مؤرشف)  (الإنجليزية)
- ميركيا ريدنيك على موقع اتحاد تركيا (لاعب) (الإنجليزية)
- ميركيا ريدنيك على موقع قاعدة بيانات كرة القدم.إي يو (الإنجليزية)
- ميركيا ريدنيك على موقع ناشيونال فوتبول تيمز (الإنجليزية)
- ميركيا ريدنيك على موقع Soccerway.com (الإنجليزية)
- ميركيا ريدنيك على موقع عالم كرة القدم.نت (الإنجليزية)